# Carl Ritter
Carl Ritter (Quedlimburgo (Quedlinburg), 7 de agosto de 1779 – Berlim, 28 de setembro de 1859) foi um geógrafo e naturalista, nascido em Quedlimburgo, pertencente à Prússia, fundamental para o posterior surgimento da geografia humana. Ritter foi, junto com seu colega Alexander von Humboldt, um dos precursores da geografia moderna, assim como fundador da Sociedade Geográfica de Berlim. Ritter foi ainda o primeiro professor de geografia regular e fixo em uma universidade, sendo que a cátedra de geografia da Universidade de Berlim foi instituída justamente para que ele a ocupasse.

## Vida
A família de Ritter era relativamente modesta. Ele trabalhou a vida toda como professor e suas viagens se restringiram ao continente europeu. Ele sempre escrevia a respeito dessas viagens, mas, diferentemente de outros naturalistas, preocupava-se pouco com a descrição das paisagens. Seu grande objetivo era estabelecer as bases de um conhecimento geográfico científico, nos moldes das ciências naturais. É por isso que a maior parte dos trabalhos de Ritter tratava da África e Ásia, continentes onde ele nunca esteve, mas sobre os quais estudou muito. Vale também mencionar que Ritter destacou bem mais do que Humboldt a importância de demonstrar as influências da natureza sobre a história humana, tendo chegado a propor que o estudo dos elementos naturais é importante para a geografia somente na medida em que serve de base para o estudo do homem. Por esse motivo, é comum a afirmação de que Ritter possuía uma visão antropocêntrica da geografia, já que, para ele, todos os estudos deveriam convergir direta ou indiretamente para o entendimento das relações homem/natureza.
Os trabalhos de Ritter e Humboldt surgiram no período em que o conhecimento geográfico acumulado sobre o mundo já permitia obter um conhecimento mais fundamentado em viagens, cartografias e estudos mais precisos. Com Ritter e Humboldt a geografia moderna surgiu; porém, a construção desta só pôde ocorrer porque praticamente toda a superfície terrestre havia sido conhecida, estudada e mapeada.
O princípio da Analogia ou Geografia Geral foi desenvolvido por Karl Ritter. Esse princípio visava a comparar diversas paisagens da Terra, chamando atenção para as suas semelhanças e diferenças.

## Trabalhos
- Montblanc. Geographisch-historisch-topographische Beschreibung zu K. W. Kummer’s Stereorama oder Relief des Montblanc-Gebirges und dessen nächster Umgebung. Mahler Verlag, Stühlingen 2008. (Neuedition der Ausgabe von 1824. Erstmals mit Abbildungen des Stereorama des Montblanc-Stocks von K. W. Kummer, ISBN 978-3-941212-00-8)
- Geographisch-historisch-topographische Beschreibung zu K. W. Kummer’s Stereorama oder Relief des Montblanc-Gebirges und dessen nächster Umgebung. Karl Wilhelm Kummer, Berlin 1824, digitalizado.
- Einleitung zur allgemeinen vergleichenden Geographie, und Abhandlungen zur Begründung einer mehr wissenschaftlichen Behandlung der Erdkunde. Reimer, Berlin 1852
- Allgemeine Erdkunde. Vorlesungen an der Universität zu Berlin gehalten. Reimer, Berlin 1862